# Anton Räderscheidt
Anton Räderscheidt, né à Cologne (Empire allemand) le 11 octobre 1892 et mort dans cette ville le 8 mars 1970, est un artiste peintre allemand qui fut une figure de proue de la Nouvelle Objectivité.

## Biographie
Räderscheidt est né à Cologne. Son père était un maître d'école qui a également écrit de la poésie. De 1910 à 1914, Räderscheidt étudie à l'Académie de Düsseldorf. Il est grièvement blessé lors de la Première Guerre mondiale, au cours de laquelle il a combattu à Verdun. Après la guerre, il retourne à Cologne, où en 1919, il cofonde le groupe d'artistes Stupid avec d'autres membres de la scène constructiviste et Dada locale. L'existence du groupe fut de courte durée, car Räderscheidt abandonne en 1920 le constructivisme pour un style réaliste magique. En 1925, il participe à l'exposition Neue Sachlichkeit ("Nouvelle Objectivité") à la Mannheim Kunsthalle.
De nombreuses œuvres produites par Räderscheidt dans les années 1920 représentent un couple isolé et rigide, qui porte généralement les traits de Räderscheidt et de son épouse, la peintre Marta Hegemann. L'influence de l'art métaphysique se manifeste dans la façon dont les figures de mannequin se détachent de leur environnement et les unes des autres. Un thème omniprésent est l'incompatibilité des sexes, selon l'historien de l'art Dennis Crockett . Peu d'œuvres de Räderscheidt de cette époque survivent, car la plupart d'entre elles ont été saisies par les nazis comme art dégénéré et détruites, ou ont été détruites lors de bombardements alliés.
Son mariage avec Marta a pris fin en 1933. En 1934-1935, il vit à Berlin mais s'enfuit en France en 1936 et s'installe à Paris, où son travail devient plus coloré, curviligne et rythmé. Il est interné par les autorités d'occupation en 1940, mais parvient à s'enfuir en Suisse. En 1949, il revient à Cologne et reprend son travail, produisant de nombreuses peintures de chevaux peu de temps avant d'adopter un style abstrait en 1957.
Räderscheidt devait revenir sur les thèmes de ses travaux antérieurs dans certaines de ses peintures des années 1960. Après un accident vasculaire cérébral en 1967, il doit réapprendre l'acte de peindre. Il produit une série pénétrante d'autoportraits à la gouache dans les dernières années de sa vie. Anton Räderscheidt meurt à Cologne en 1970. Il est enterré au Melaten-Friedhof de Cologne.